# Шентовець
Шентовець (словен. Šentovec) — поселення в общині Словенська Бистриця, Подравський регіон‎, Словенія.